# Скот Шепърд
Скот С. Шепърд (на английски: Scott S. Sheppard) е астроном в Департамента за земен магнетизъм към Учреждението Карнеги за наука. Започвайки като дипломиран студент в Института за астрономия към Хавайския университет, той се свързва с откриването на много малки луни на Юпитер, Сатурн, Уран и Нептун. Също така открива втория познат троянски астероид на Нептун, 2004 UP10, както и няколко обекта от пояса на Кайпер, Центавър и близкоземни астероиди.
Сред наименованите луни той е включен в откриването на следните:
Юпитер
- Темисто (2000), за първи път открит от Чарлс Ковал през 1975
- Харпалика (2000)
- Праксидика (2000)
- Калдена (2000)
- Исоноя (2000)
- Еринома (2000)
- Тайгета (2000)
- Калика (2000)
- Мегаклита (2000)
- Йокаста (2000)
- Евпория (2001)
- Ортосия (2001)
- Юанти (2001)
- Тиона (2001)
- Хермипа (2001)
- Паситея (2001)
- Етна (2001)
- Евридома (2001)
- Автоноя (2001)
- Спонда (2001)
- Кайла (2001)
- Архи (2002)
- Евкелада (2003)
- Хелика (2003)
- Аойда (2003)
- Хегемона (2003)
- Калихора (2003)
- Силена (2003)
- Мнема (2003)
- Телксиноя (2003)
- Карпо (2003)
- Коре (2003)

Сатурн
- Нарви (2003)
- Форнджот (2004)
- Форбоути (2004)
- Егир (2004)
- Бебхион (2004)
- Хати (2004)
- Бергелмир (2004)
- Фенрир (2004)
- Бестла (2004)
- Хирокин (2004)
- Кари (2004)
- Логе (2006)
- Суртур (2006)
- Скол (2006)
- Грейп (2006)
- Джарнсакса (2006)
- Таркек (2007)

Уран
- Маргарет (2003)

Neptune
- Псамафа (2003)